# Eywiller

Eywiller este o comună în departamentul Bas-Rhin, Franța. În 1 ianuarie 2022 avea o populație de 272 de locuitori.